# Willibrord Benzler
Karl dit Willibrord Benzler, né le 16 octobre 1853 à Niederhemer, village de la province de Westphalie, près de Dortmund alors en Rhénanie Prussienne et mort le 16 avril 1921 à Baden-Baden (Bade), est le 101e évêque de Metz (1901 - 1919). Il est considéré serviteur de Dieu.

## Biographie

### Vocation
Il est le fils de Karl Benzler, aubergiste et cultivateur et de son épouse Klementine, née Kissing.
Il perd sa mère jeune et est élevé par sa tante Sophie, une femme célibataire et pieuse. Son père meurt alors qu'il a 17 ans (1871).
Après avoir étudié à Attendorn et au lycée Paulinum de Münster de 1867 à 1871, il est placé comme commis chez un architecte de Cologne mais quitta son emploi au bout d'un mois pour étudier la philosophie et la théologie catholique à l’université d’Innsbruck. Il intègre le Collège Canisianum Jésuite en automne 1872. Les jésuites comme les autres congrégations et ordres catholiques avaient été chassés d'Allemagne par le Kulturkampf du chancelier Bismarck.
N'ayant pas été accepté dans la compagnie - "un lourd sacrifice" -, il découvrit grâce à un ami, les bénédictins de Beuron. Il prit l'habit le 7 octobre 1874 et reçut le nom de saint Willibrord, apôtre de la Germanie. Il est ordonné prêtre le 28 août 1877.

### Bénédictin
Après un court passage à l’abbaye d'Emmaüs de Prague, et à l’abbaye de Seckau en Styrie dont il est élu prieur, il rejoint en 1892 l'abbaye de Maria Laach, rendue à sa destination première, dont il est élu prieur puis premier abbé le 15 octobre 1893.
|  |  |

C'est à cette occasion qu'il rencontre l'empereur Guillaume II, passionné d'architecture, qui s'intéresse à la restauration de l'abbaye. Ainsi en 1898, lorsqu'il effectue une visite officielle dans l'Empire ottoman qui comporte un pèlerinage en Terre Sainte, l'empereur demande que l'abbé de Maria Laach figure dans sa suite.
Entretemps, l'abbé avait du effectuer deux séjours à Paris pour y subir un traitement médical. Il en avait profité pour se rendre à l'abbaye de Solesmes.
Étant également proche de l'abbé de Maredsous en Belgique wallonne, il met à profit ses contacts pour apprendre puis perfectionner son français.

### Évêque

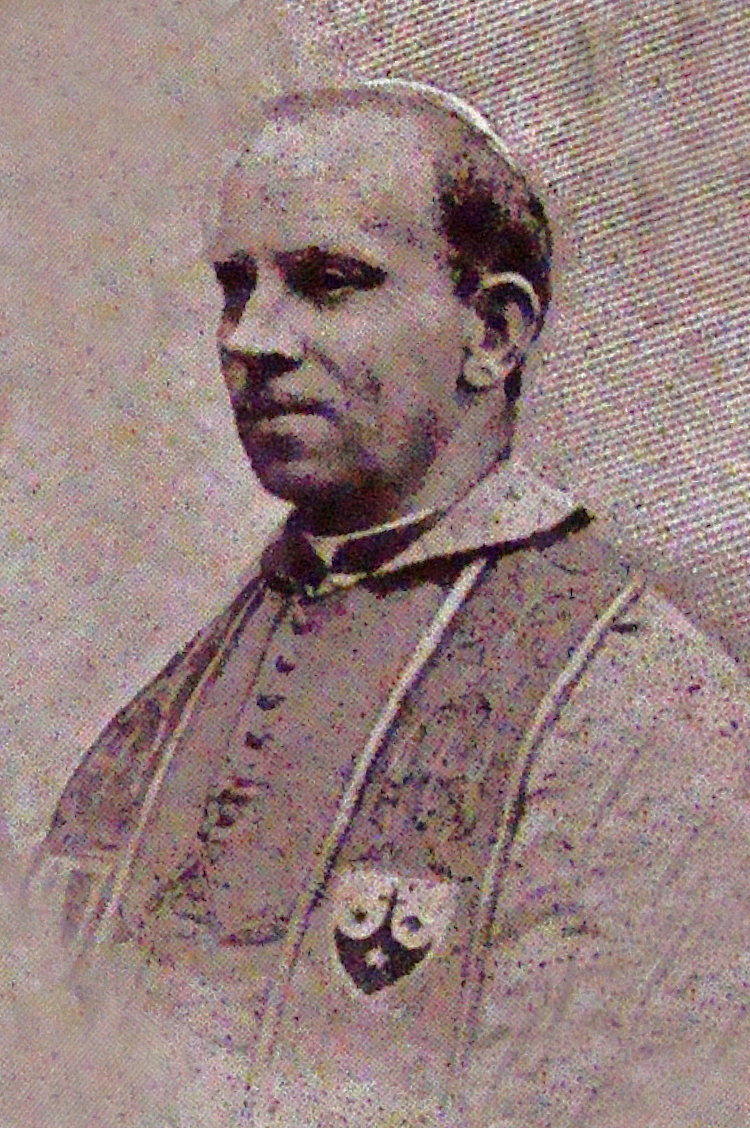
Willibrord Benzler, évêque de Metz (1901).

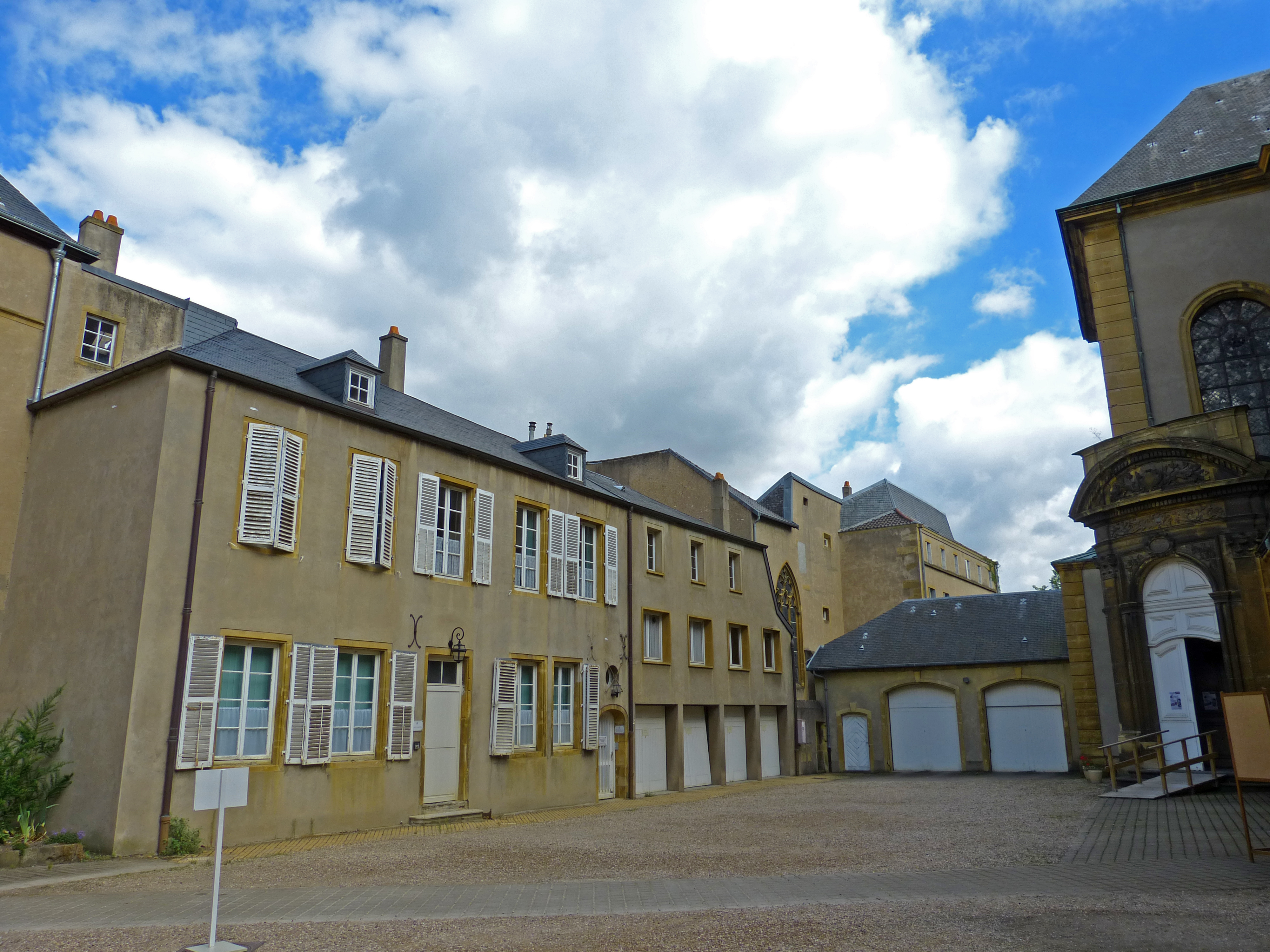
L'abbaye Sainte-Glossinde.

Bien que l'abbé Benzler soit dans les discussions pour devenir évêque de Cologne ou de Fulda, sa nomination à l’évêché de Metz, le 21 septembre 1901, apparaît comme une surprise. C'est un compromis résultant des difficiles négociations entre Berlin et le Saint-Siège pour pourvoir enfin un siège épiscopal vacant depuis le 27 octobre 1899. Il est consacré le 28 octobre 1901 et s’installe dans l'austère abbatiale Sainte-Glossinde qui sert d'évêché depuis la fin de la Révolution française.
Son respect pour la population locale, notamment ses efforts pour parler un français correct, lui vaut de nombreuses sympathies dans la cité. Il déclare qu'il n'est « pas à Metz pour germaniser la Lorraine, mais pour la christianiser. »
Il se doit cependant de conserver des relations avec les autorités civiles et militaires - en majorité protestantes - de l'importante ville de garnison et reçoit l'empereur pour l'inauguration du nouveau portail de la cathédrale en 1903.
En 1907, Metz reçoit le Congrès Eucharistique.
En 1913, Metz organise les festivités du Katholikentag. L'évêque confie la section francophone à un jeune avocat  Robert Schuman.
À la déclaration de guerre, il est en cure en Souabe où il soigne une santé et un cœur fragiles. Il ne peut rentrer à Metz qu'à la fin août après la Bataille de Lorraine. Il trouve un diocèse agité par une fièvre patriotique exacerbée. Certains prêtres francophiles ont été incarcérés dans la forteresse d'Ehrenbreitstein près de Coblence, d'autres, en villégiature en France ont refusé de rentrer en Lorraine, d'autres encore ont fui en France. L'armée a pris le contrôle du pouvoir civil et, contre l'avis du prélat, entame une germanisation forcée du territoire et de la population. Benzler soutient ses diocésains francophones.
Tandis qu'à Paris, le père Antonin-Gilbert Sertillanges critique avec hauteur et fougue les tentatives de paix du pape Benoît XV, en Allemagne, les patriotes blâment la tiédeur apparente de l'évêque de Metz tandis que les Français le considèrent comme un agent du pouvoir berlinois. Une bombe française ayant atteint les jardins de l'évêché, Benzler fait le vœu d'ériger une statue en honneur de la Vierge Marie sur une place de Metz si la ville est épargnée. L'Armistice est signée le 11 novembre 1918 sans que Metz ait souffert des combats. Une attaque française était prévue sur Metz pour le 14 novembre. La dite statue sera inaugurée par son successeur le 15 août 1924 sur la Place Saint-Jacques (Metz).

### La France

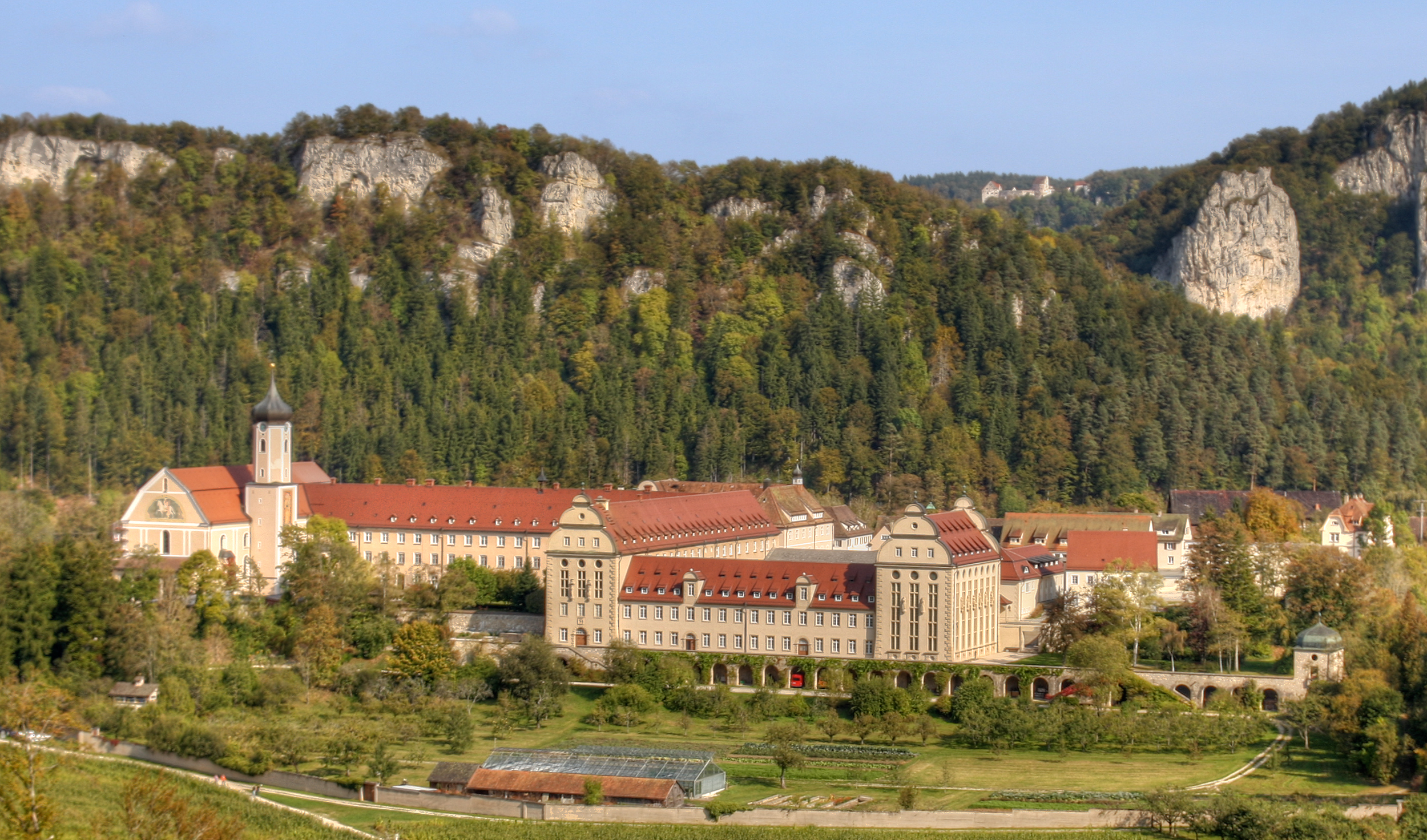
L'abbaye de Beuron.

Après la guerre et la défaite de l'Allemagne, le diocèse de Metz redevient français et dans un contexte nationaliste, un évêque allemand dans une des cités « retrouvées » n’est pas acceptable pour le nouveau pouvoir parisien, bien moins ouvert finalement dans ce domaine que les Allemands vainqueurs de 1871, lesquels se sont accommodés de l'évêque protestataire Paul Dupont des Loges (1843-1886). Benzler offre donc sa démission en janvier 1919. Apprécié de ses ouailles du district de Lorraine, il avait préparé sa succession en nommant vicaire général Jean-Baptiste Pelt qui lui succède quelques mois plus tard.
Son départ est officiellement accepté le 10 juillet et, le 31 juillet, il est nommé archevêque d’Attalie. Il quitte Metz en août, escorté jusqu'à la gare par son clergé et de nombreux fidèles. Il retourne à l’abbaye de Maria Laach et plus tard à l'abbaye de Beuron. De sérieux problèmes cardiaques l’obligent à se rendre à l’abbaye cistercienne de Baden-Baden-Lichtenthal pour recevoir une assistance médicale. Il décède en 1921 à Baden-Baden, et est inhumé à l’abbaye de Beuron.
Les paroissiens de Schaeferhof, près de Dabo lui consacreront un vitrail en 1929.
La statue de la Vierge Marie sera érigée par son successeur sur la place Saint Jacques proche de la cathédrâle; Les Messins y viendront en procession à chaque fête de l'Assomption notamment en 1940 où ils affirmeront leur attachement à la France face au pouvoir nazi.